# جان بيتروس هوفمان
جان بيتروس هوفمان (بالإنجليزية: Jan Petrus Hoffman)‏ هو منافس ألعاب قوى جنوب أفريقي، ولد في 1 مايو 1988.

## وصلات خارجية
- جان بيتروس هوفمان على موقع الاتحاد الدولي لألعاب القوى (الإنجليزية)